# Daniel Gregory Mason
Daniel Gregory Mason, né le 20 novembre 1873 à Brookline – mort le 4 décembre 1953 à Greenwich, est un compositeur, critique musical et musicologue américain.